# Petljakov Pe-4
Petljakov Pe-4 byl sovětský bombardér vycházející z konstrukce Pe-2, vzniklý v počtu celkem 33 kusů.

## Vývoj
Když se roku 1942 začal projevovat nedostatek kapalinou chlazených vidlicových dvanáctiválců Klimov M-105 (VK-105), které byly přednostně dodávány do letounů typu Jak a LaGG, bylo rozhodnuto, že se do strojů Pe-2 nainstaluje hvězdicový čtrnáctiválec Švecov M-82 o výkonu po 1 014 kW. Takto upravený letoun (č. 19/31), který absolvoval vojskové zkoušky na jaře 1943, dostal označení Pe-2M-82, od léta 1943 pak Pe-4. Během testů s 19/31 létal major A. M. Chripkov. Od Pe-2 se lišil zmenšeným počtem kulometů UBT ráže 12,7 mm na tři, nosností pum 600 kg a zvýšením počtu palivových nádrží.

## Bojové užití
Sériové Pe-4 se v zimě 1943–44 dostaly do služby u 48. gardového bombardovacího pluku a u speciálních průzkumných pluků č. 11, 39 a 99. Na Pe-4 létal jako velitel gardového pluku generálmajor F. Kotljar, Hrdina Sovětského svazu.

## Specifikace (Pe-4)

Třípohledový nákres Pe-4

### Technické údaje
- Osádka: 3
- Rozpětí: 17,13 m
- Délka: 12,66 m
- Výška: 3,55 m
- Nosná plocha: 40,50 m²
- Hmotnost prázdného letounu: 6 485 kg
- Vzletová hmotnost: 8 825 kg
- Pohonná jednotka: 2 × hvězdicový motor Švecov M-82
- Výkon pohonné jednotky: 2 × 1 014 kW

### Výkony
- Maximální rychlost u země: 490 km/h
- Maximální rychlost v 3 000 m: 545 km/h
- Dostup: 9 100 m
- Dolet: 1 400 km

### Výzbroj
- 2 × pevný kulomet UBS ráže 12,7 mm v přídi
- 1 × pohyblivý kulomet UBT ráže 12,7 mm v otočné věži
- 600 kg pum